# 音龍門
『音龍門 〜MUSIC DRAGON GATE〜』（おんりゅうもん ミュージックドラゴンゲート）は、2009年10月4日から2013年3月27日まで日本テレビで放送されていた音楽番組・ドキュメント番組。番組終了時の放送時間は毎週水曜日（火曜日深夜）1:29 - 1:59（JST）。中京テレビでも毎週水曜日（火曜日深夜）の2:12 - 2:44（JST）に放送されている。
一部企画は後続番組『ミュージックドラゴン』に受け継がれている。

## 概要
アーティストがデビューするまでをあらゆる角度から密着し、ヒットの秘訣を探る。
- DRAGON PUSH ARTIST

注目のアーティストを紹介する。
- 朗読少女

話題のアーティストの歌詞に注目する。
- わかばマークランキング

毎週デビュー1年未満のアーティストの売上ランキングを紹介する。

## ネット局と放送時間
| 放送対象地域 | 放送局            | 系列            | 放送期間                      | 放送時間                         | 備考   |
| ------------ | ----------------- | --------------- | ----------------------------- | -------------------------------- | ------ |
| 関東広域圏   | 日本テレビ（NTV） | 日本テレビ 系列 | 2009年10月4日 - 2010年3月28日 | 毎週日曜 1:50 - 2:20（土曜深夜） | 制作局 |
| 関東広域圏   | 日本テレビ（NTV） | 日本テレビ 系列 | 2010年4月5日 - 2012年3月26日  | 毎週火曜 0:59 - 1:29（月曜深夜） | 制作局 |
| 関東広域圏   | 日本テレビ（NTV） | 日本テレビ 系列 | 2012年4月3日 - 2012年6月26日  | 毎週火曜 1:29 - 1:59（月曜深夜） | 制作局 |
| 関東広域圏   | 日本テレビ（NTV） | 日本テレビ 系列 | 2012年7月4日 - 2013年3月27日  | 毎週水曜 1:29 - 1:59（火曜深夜） | 制作局 |
| 中京広域圏   | 中京テレビ（CTV） | 日本テレビ 系列 | 2010年4月7日 - 2013年3月27日  | 毎週水曜 1:59 - 2:31（火曜深夜） |        |

## スタッフ
- ナレーション：延友陽子（日本テレビアナウンサー）
- 構成：野中浩之
- TM：江村多加司
- 編集：白根大
- MA：丸山晃
- 音効：佐藤裕二
- タイトルデザイン：守屋健太郎
- コーナーデザイン：齋藤渉
- 編成：渡瀬慶吾
- 営業：一色彩加
- 広報：西室由香里
- AP：安藤優子、大野真奈美、橋本隆
- デスク：津下佳子
- 担当P：松橋文、新沼吾史、内海宏樹
- WEB：安部亮、4Cast.co.jp.
- 制作協力：S、オリオンクルー、オフィス・ケーアール
- ディレクター：星野克己、豊永満、大内勝、高橋あずみ、小元肇、安達穣史、阿部聡、下井大祐、伊藤大樹
- プロデューサー：瀬戸口正克、前田直敬（前田以前は、演出・プロデューサー）、堀込祐輔、五十嵐実、堀田卓也
- チーフプロデューサー：藤井淳（2010年7月～、以前は、チーフクリエイター）
- 制作協力：日本テレビ音楽
- 製作著作：日本テレビ

### 過去のスタッフ
- 音効：久留米勇介、廣島隼
- 編集：望月和哉
- タイトルデザイン：光本修
- 編成：越部憲洋、小野隆史、吉無田剛
- 広報：柳沢典子
- 担当P：横山太一
- プロデューサー：江成真二
- 制作協力：翔テレビジョン、フォルミカ